# Титано
Тита́но (итал. Monte Titano) — гора в Апеннинах, высочайшая точка Сан-Марино, сложена известняками. Гора имеет три вершины, на каждой из которой построена башня — Гуаита, Честа и Монтале, входящих в комплекс Трёх башен Сан-Марино.

## География
Гора Титано находится в Аппенинах, расположена в 13 км от Адриатического моря, к востоку от столицы государства. Высота горы достигает 750 м над уровнем моря. 
Массив горы Титано составляет известняк. Невысокие холмы, не превышающие 200 метров спускаются в долину по направлению на юго-запад от центра. В то время как на северо-востоке находится другая часть, слегка наклонённая вниз по направлению к равнине Романьи и Адриатическому побережью. Силуэт горы Титано с тремя вершинами, увенчанными древними тройными укреплениями, виден за много километров.
Гора является символом республики Сан-Марино, расположенной на склонах горы Титано, самого маленького независимого государства в Европе после Ватикана и Монако, и самой маленькой республики в мире — Науру (получила независимость в 1968 году).
Климат
В окрестностях Монте-Титано преобладает мягкий умеренный климат; максимальная температура — +26 ° С в летнее время, опускающаяся до -7 ° С в зимний период . Ежегодное количество осадков колеблется от 560 мм до 800 мм в год. 
История
Согласно легенде, стоя на горе Титано, Святой Марин 3 сентября 301 года решил основать первое поселение в новом государстве. Административно гора относится к Борго-Маджоре.

## Культурное наследие
В 2008 году 32-я сессия Комитета Всемирного наследия ЮНЕСКО включила Исторический центр Сан-Марино и гору Титано в список Всемирного наследия. Объектам был присвоен статус культурного наследия человечества со следующей формулировкой:

Сан-Марино и гора Титано являют собой исключительное свидетельство установления представительной демократии, основанной на гражданской автономии и самоуправлении, выступая с беспрецедентным постоянством в роли столицы независимой республики начиная с XIII века.
Оригинальный текст (англ.)San Marino and Mount Titano are an exceptional testimony of the establishment of a representative democracy based on civic autonomy and self-governance, with a unique, uninterrupted continuity as the capital of an independent republic since the 13th century.
Культурное наследие Сан-Марино и горы Титано включает в себя башни, стены, ворота и бастионы Сан-Марино, базилику Сан-Марино XIX века, несколько женских монастырей XIV и XVI веков, Театро Титано и дворец Палаццо Публико XIX века.

## Достопримечательности
- Три башни Сан-Марино, высящиеся на вершинах горы Титано, изображены на гербе Сан-Марино, известном ещё с XIV века[5].